# Boarmia punctimarginaria
Boarmia punctimarginaria är en fjärilsart som beskrevs av John Henry Leech 1897. Boarmia punctimarginaria ingår i släktet Boarmia och familjen mätare. Inga underarter finns listade i Catalogue of Life.